# Адміністративний устрій Мелітопольського району
Адміністративний устрій Мелітопольського району — адміністративно-територіальний устрій Мелітопольського району Запорізької області на 1 селишну раду і 15 сільських рад, які об'єднують 68 населених пунктів та підпорядковані Мелітопольській районній раді. Адміністративний центр — місто Мелітополь, яке є містом обласного значення та не входить до складу району.

## Список радМелітопольського району
| №  | Назва                          | Центр              | Населені пункти                                                                                   | Площа км² | Місце за площею | Населення (2001), осіб. | Місце за населенням |
| -- | ------------------------------ | ------------------ | ------------------------------------------------------------------------------------------------- | --------- | --------------- | ----------------------- | ------------------- |
| 1  | Мирненська селищна рада        | смт Мирне          | смт Мирне                                                                                         |           |                 |                         |                     |
| 2  | Астраханська сільська рада     | с. Астраханка      | с. Астраханка с. Арабка с. Борисівка с. Свободне                                                  |           |                 |                         |                     |
| 3  | Вознесенська сільська рада     | с. Вознесенка      | с. Вознесенка                                                                                     |           |                 |                         |                     |
| 4  | Костянтинівська сільська рада  | с. Костянтинівка   | с. Костянтинівка                                                                                  |           |                 |                         |                     |
| 5  | Мордвинівська сільська рада    | с. Мордвинівка     | с. Мордвинівка                                                                                    |           |                 |                         |                     |
| 6  | Новгородківська сільська рада  | с. Новгородківка   | с. Новгородківка с. Високе с-ще Малий Утлюг с. Маяк с. Новоякимівка с-ще Степне                   |           |                 |                         |                     |
| 7  | Новенська сільська рада        | с-ще Нове          | с-ще Нове с. Данило-Іванівка с-ще Зелене с. Піщанське с-ще Садове с. Тащенак                      |           |                 |                         |                     |
| 8  | Новобогданівська сільська рада | с. Новобогданівка  | с. Новобогданівка с-ще Відродження с. Першостепанівка с. Привільне с. Троїцьке                    |           |                 |                         |                     |
| 9  | Новомиколаївська сільська рада | с. Новомиколаївка  | с. Новомиколаївка с. Зеленчук с. Першотравневе с. Південне с. Східне с-ще Трудове                 |           |                 |                         |                     |
| 10 | Новопилипівська сільська рада  | с. Новопилипівка   | с. Новопилипівка с. Оленівка с-ще Соснівка с. Тихонівка                                           |           |                 |                         |                     |
| 11 | Полянівська сільська рада      | с. Полянівка       | с. Полянівка с. Верховина с. Золота Долина с. Лазурне с. Мар'ївка                                 |           |                 |                         |                     |
| 12 | Промінівська сільська рада     | с. Промінь         | с. Промінь с. Берегове с. Відрадне с. Привільне с. Волошкове с. Українське с. Широкий Лан с. Ясне |           |                 |                         |                     |
| 13 | Світлодолинська сільська рада  | с. Світлодолинське | с. Світлодолинське с. Кам'янське с. Орлове с. Прилуківка с. Травневе                              |           |                 |                         |                     |
| 14 | Семенівська сільська рада      | с. Семенівка       | с. Семенівка с. Обільне с. Рівне с. Тамбовка                                                      |           |                 |                         |                     |
| 15 | Терпіннівська сільська рада    | с. Терпіння        | с. Терпіння с-ще Зарічне с. Лугове с. Північне с. Спаське с. Федорівка                            |           |                 |                         |                     |
| 16 | Фруктівська сільська рада      | с-ще Фруктове      | с-ще Фруктове с. Долинське с. Кирпичне с. Ромашки с. Удачне                                       |           |                 |                         |                     |

* Примітки: м. — місто, смт — селище міського типу, с. — село, с-ще — селище